# Разгардан
Разгардан (перс. رازگردان) — село в Ірані, у дегестані Хондаб, в Центральному бахші, шагрестані Хондаб остану Марказі. За даними перепису 2006 року, його населення становило 440 осіб, що проживали у складі 99 сімей.

## Клімат
Середня річна температура становить 10,95°C, середня максимальна – 29,75°C, а середня мінімальна – -10,72°C. Середня річна кількість опадів – 267 мм.
| Клімат поселення                              | Клімат поселення | Клімат поселення | Клімат поселення | Клімат поселення | Клімат поселення | Клімат поселення | Клімат поселення | Клімат поселення | Клімат поселення | Клімат поселення | Клімат поселення | Клімат поселення | Клімат поселення |
| Показник                                      | Січ.             | Лют.             | Бер.             | Квіт.            | Трав.            | Черв.            | Лип.             | Серп.            | Вер.             | Жовт.            | Лист.            | Груд.            |                  |
| Середній максимум, °C                         | 6,69             | 8,10             | 12,26            | 18,27            | 22,49            | 29,06            | 29,75            | 29,00            | 24,47            | 18,83            | 11,67            | 6,48             |                  |
| Середня температура, °C                       | −2,01            | −0,59            | 3,55             | 9,56             | 13,80            | 20,36            | 24,18            | 23,41            | 18,89            | 13,25            | 6,10             | 0,90             |                  |
| Середній мінімум, °C                          | −10,72           | −9,29            | −5,15            | 0,86             | 5,09             | 11,65            | 18,60            | 17,84            | 13,32            | 7,67             | 0,53             | −4,69            |                  |
| Норма опадів, мм                              | 39               | 34               | 48               | 37               | 36               | 7                | 1                | 1                | 0                | 6                | 23               | 35               |                  |
| Середньомісячна швидкість вітру, м/с          | 1.25             | 1.96             | 2.81             | 2.88             | 2.52             | 2.33             | 2.31             | 2.26             | 2.20             | 1.96             | 1.89             | 1.29             |                  |
| Середньомісячна сонячна радіація, кДж/м²·день | 9186             | 12290            | 14810            | 18192            | 22247            | 26992            | 25965            | 24040            | 21014            | 15567            | 10946            | 9004             |                  |
| --------------------------------------------- | ---------------- | ---------------- | ---------------- | ---------------- | ---------------- | ---------------- | ---------------- | ---------------- | ---------------- | ---------------- | ---------------- | ---------------- | ---------------- |
| Джерело:                                      |                  |                  |                  |                  |                  |                  |                  |                  |                  |                  |                  |                  |                  |